# Authiou
Authiou település Franciaországban, Nièvre megyében. Lakosainak száma 40 fő (2022. január 1.). Authiou Chevannes-Changy, Arthel, Arzembouy, Champlin és Chazeuil községekkel határos.

## Népesség
A település népességének változása:
| Lakosok száma | 38   | 41   | 43   | 44   | 46   | 47   | 45   | 42   | 40   |
|               | 2013 | 2015 | 2016 | 2017 | 2018 | 2019 | 2020 | 2021 | 2022 |